# Кан (Нормандия)
Вижте пояснителната страница за други значения на Кан.
Кан (на френски: Caen) е град в Северозападна Франция, център на регион Нормандия.
Разположен е на река Орн. Населението на града е около 110 000 души (2007), а на градската агломерация – около 218 000 души (1999).

## Спорт
Представителният футболен клуб на града носи името „СМ Кан“. Участвал е в първенствата на френските Лига 1 и Лига 2.

## Известни личности
Родени в Кан
- Пиер-Симон Жирар (1765 – 1836), инженер
- Жерве дьо Ла Рю (1751 – 1835), филолог
- Бруно Масо (р. 1989), фигурист, олимпийски шампион в спортните двойки

Починали в Кан
- Жерве дьо Ла Рю (1751 – 1835), филолог